# أنطوني غاودي (فلم)
أنطوني غاودي (باليابانية: ア ン ト ニ ー ・ ガ ウ デ ィ ー) هو فيلم وثائقي ياباني عام 1984 عن أعمال أنطوني غاودي. يزور المخرج هيروشي تيشيغاهارا المباني بما في ذلك المنازل في برشلونة وساغرادا فاميليا.

## الاستقبال
كتبت مجلة ذا فيليج فويس مراجعة تصف الفيلم بأنه «شيء من مشروع شغوف، اكتمل بعد عقود من زيارة سابقة للمخرج، يتم تسليم الفيلم إلى كتالوج متحمس ومتحمس لأعمال غاودي بدون الكثير من التعليقات الصوتية أو أي نص توضيحي». كتبت صحيفة نيويورك تايمز أن «الكثير من الصور في غاودي ليست أقل من مذهلة في جمالها وجرأتها، ومزج التصوف القوطي الجديد والعظمة مع خط فن الآرت نوفو والتخوف السريالي من قوة الطبيعة».

## روابط خارجية
- أنطوني غاودي على موقع IMDb (الإنجليزية)
- أنطوني غاودي على موقع روتن توميتوز (الإنجليزية)
- أنطوني غاودي على موقع نتفليكس (الإنجليزية)
- أنطوني غاودي على موقع Turner Classic Movies (الإنجليزية)
- أنطوني غاودي على موقع أول موفي (الإنجليزية)
- أنطوني غاودي على موقع فيلمافينيتي (الإسبانية)
- أنطوني غاودي على موقع قاعدة بيانات الفيلم (الإنجليزية)
- أنطوني غاودي على موقع ليتربوكسد (الإنجليزية)
- أنطوني غاودي على موقع كينوبويسك (الروسية)